# 第一次克拉斯諾伊戰役
第一次克拉斯諾伊戰役發生於1812年8月14日，是法俄戰爭中的一場戰役，由米歇爾·內伊率領的法軍成功擊退奉命在此防禦的俄羅斯軍隊。
戰敗後的諾列夫斯基回到斯摩棱斯克匯報。而斯摩棱斯克戰役發生於這場戰役的兩天後。

## 註腳
1. ↑  Riehn 1990，第212頁.
2. 1 2 3 4  Bodart 1908，第435頁.
3. 1 2 3 4  Riehn 1990，第213頁.